# Brownie (bolo)

Brownies

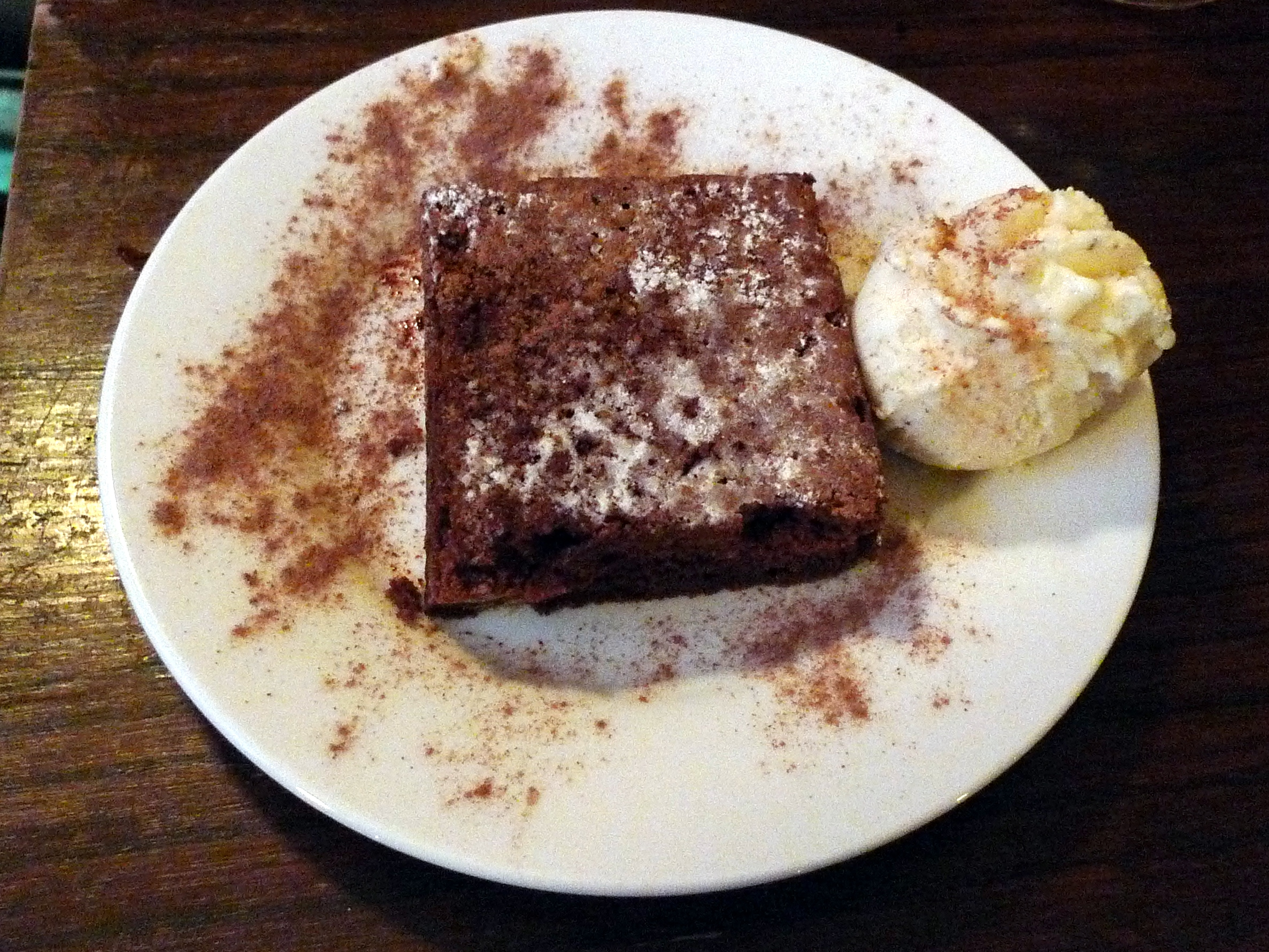
Brownie com sorvete.

Brownie é uma sobremesa de chocolate típico da culinária dos Estados Unidos e pode considerar-se um bolo feito num tabuleiro para bolos e partido em pequenos quadrados. É geralmente acompanhado por sorvete, mas pode ter uma cobertura de geléia de Damasco e pedaços de nozes na massa. 
O brownie é feito tradicionalmente com apenas cinco ingredientes: açúcar, chocolate, manteiga, farinha e ovos. Porém, com o tempo, outros ingredientes como nozes, castanhas e frutas secas foram sendo adicionados à receita, tornando-o ainda mais gostoso.

## História
Em 1893, durante a Exposição Mundial de Chicago, Bertha Palmer, uma socialite influente e esposa do dono do Palmer House Hotel, solicitou ao chef do hotel que criasse uma sobremesa especial para as visitantes da feira. Ela desejava algo menor que um pedaço de bolo, fácil de transportar em marmitas. O chef desenvolveu então um doce feito com chocolate, nozes e uma cobertura de damasco, que ficou conhecido como "Palmer House Brownie". Essa receita é considerada uma das primeiras versões do brownie moderno e ainda é servida no hotel até hoje.

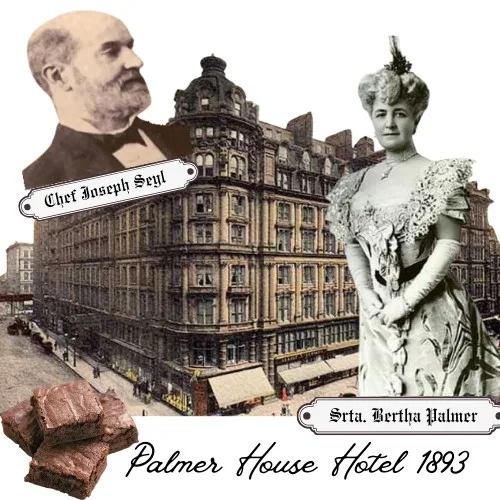
Chef Joseph Seyl e a Srta. Bertha Palmer (Palmer House Hotel)

O "Larousse Gastronomique" afirma que a primeira receita escrita de brownies apareceu no “The Boston Cooking-School Cook Book”, em 1896, mas eram biscoitos feitos com melaço; os brownies como os conhecemos hoje aparecem na edição de 1906 do mesmo livro. O nome, que também aparece no Sears, Roebuck Catalogue, refere-se aos brownies, um tipo de duende do folclore anglo-saxão. O nome teria se tornado famoso depois da edição de “The Brownies, Their Book” por Palmer Cox, em 1887. 
Em 1907, apareceu outra receita no "Lowney’s Cook Book Illustrated", na qual a Sra. Howard aumentou um ovo e uma tablete de chocolate, para obter um brownie mais saboroso, e chamou-lhe "brownies de Bangor". Aparentemente, esta receita levou a uma teoria que segundo ao qual uma mulher de Bangor teria sido a inventora do brownie, e que pode ser encontrada na "The Oxford Encyclopedia of Food and Drink in America".